# Broscosoma
Broscosoma is een geslacht van kevers uit de familie van de loopkevers (Carabidae). De wetenschappelijke naam van het geslacht is voor het eerst geldig gepubliceerd in 1846 door Rosenhauer.

## Soorten
Het geslacht Broscosoma omvat de volgende soorten:
- Broscosoma annemariae Deuve, 2004
- Broscosoma baldense Rosenhauer, 1846
- Broscosoma benesi Deuve, 2006
- Broscosoma businskae Dvorak, 1998
- Broscosoma convexum Deuve, 1983
- Broscosoma deuvei Lassalle, 1982
- Broscosoma doenitzi (Harold, 1881)
- Broscosoma dostali Deuve, 2006
- Broscosoma farkaci Sciaky & Facchini, 2005
- Broscosoma gracile Andrewes, 1927
- Broscosoma guttiliforme Deuve, 1985
- Broscosoma janatai Deuve, 2008
- Broscosoma jintangense Deuve, 2008
- Broscosoma kalabi Deuve, 1993
- Broscosoma monticola Habu, 1973
- Broscosoma montreuili Deuve, 2006
- Broscosoma moriturum Semenov, 1900
- Broscosoma relictum Waissmandl, 1936
- Broscosoma ribbei Putzeys, 1877
- Broscosoma rolex Morvan, 1995
- Broscosoma schawalleri Deuve, 1990
- Broscosoma sehnali Deuve, 2006
- Broscosoma semenovi Belousov & Kataev, 1990
- Broscosoma sichuanum Deuve, 1990
- Broscosoma stefani Sciaky & Facchini, 2005
- Broscosoma surkiense Deuve, 2004
- Broscosoma tawangense Deuve, 2006
- Broscosoma tiani Deuve, 2006
- Broscosoma tibetanum Facchini, 2002
- Broscosoma uenoi Habu, 1973
- Broscosoma valainisi Barsevskis, 2010
- Broscosoma xuechengense Deuve, 2008